# Kanton La Javie
Der Kanton La Javie war bis 2015 ein französischer Wahlkreis im Arrondissement Digne-les-Bains, im Département Alpes-de-Haute-Provence und in der Region Provence-Alpes-Côte d’Azur. Er umfasste sechs Gemeinden, Hauptort (frz.: chef-lieu) war La Javie. Die landesweiten Änderungen in der Zusammensetzung der Kantone brachten im März 2015 seine Auflösung. Sein letzter Vertreter im conseil général des Départements war von 2004 bis 2015 Jean Yves Roux.

## Gemeinden
| Gemeinde           | Einwohner (Stand: 2022) | Code postal | Code Insee |
| ------------------ | ----------------------- | ----------- | ---------- |
| Archail            | 14                      | 04420       | 04009      |
| Beaujeu            | 122                     | 04420       | 04024      |
| Le Brusquet        | 967                     | 04420       | 04036      |
| Draix              | 113                     | 04420       | 04072      |
| La Javie           | 374                     | 04420       | 04097      |
| Prads-Haute-Bléone | 174                     | 04390       | 04155      |